# Juan Cruz (beisbolista)
Juan Carlos Cruz (nacido el 15 de octubre de 1978 en Bonao) es un lanzador dominicano de Grandes Ligas que se ha jugado para los Chicago Cubs, Atlanta Braves, Oakland Athletics, Arizona Diamondbacks, Kansas City Royals, Tampa Bay Rays, y Pittsburgh Pirates. En la Liga de Béisbol Profesional de la República Dominicana jugó para los Tigres del Licey.
Cruz asistió a la secundaria Jayaco Bonao en su pueblo natal, Bonao.

## Carrera
Cruz se firmó con los Cachorros de Chicago por el scout José Serra. Comenzó su carrera profesional con el equipo de novatos de los Cachorros, Arizona League Cubs, donde terminó 2-4 con una efectividad de 6.10 y 36 ponches en solo 41.1 entradas lanzadas. Terminó 5-6 con efectividad de 5.94 con el equipo afiliado a Chicago, Eugene Emeralds, en 1999.
Cruz dividió la temporada 2000 entre el equipo Single-A, Lansing Lugnuts y el Clase-A, Daytona Cubs. Sus estadísticas combinadas para el año incluyeron un registro de 8-5, efectividad de 3.27 y 160 ponches en 25 juegos y 140.1 entradas lanzadas. También lanzó tres juegos completos.
Cruz hizo su debut en Grandes Ligas con los Cachorros el 21 de agosto de 2001, contra los Cerveceros de Milwaukee. Terminó 3-1 con una efectividad de 3.22 en sus primeras ocho aperturas, y también registró sus primeros dos hits en Grandes Ligas el 2 de octubre. Uno de sus highlights para el comienzo de temporada en Grandes Ligas, fue haber sido seleccionado para el All-Star Futures Team.
Cruz terminó con un récord de 3-11, y una efectividad de 3.98 en 45 juegos en 2002. También realizó el primer salvamento de su carrera. Terminó con récord de 2-7 con una efectividad de 6.05 en 2003, en 6 aperturas con los Cachorros. Comenzó el año en el bullpen de los Cachorros, pero fue enviado a los Iowa Cubs el 3 de junio. En el Opening Day en 2003, Cruz ponchó a seis bateadores consecutivos, convirtiéndose en el segundo relevista de los Cachorros en hacerlo.
Cruz fue cambiado a los Bravos de Atlanta el 25 de marzo de 2004. Terminó con récorde de 6-2 con una efectividad de 2.75 en 50 apariciones como relevista. Estableció un récord personal en victorias y juegos lanzados, y ocupó el segundo puesto en el bullpen de Atlanta, con 8.75 ponches por cada 9 entradas. Con corredores en posición de anotar, los bateadores opositores sólo bateaban con promedio de .159 en su contra.

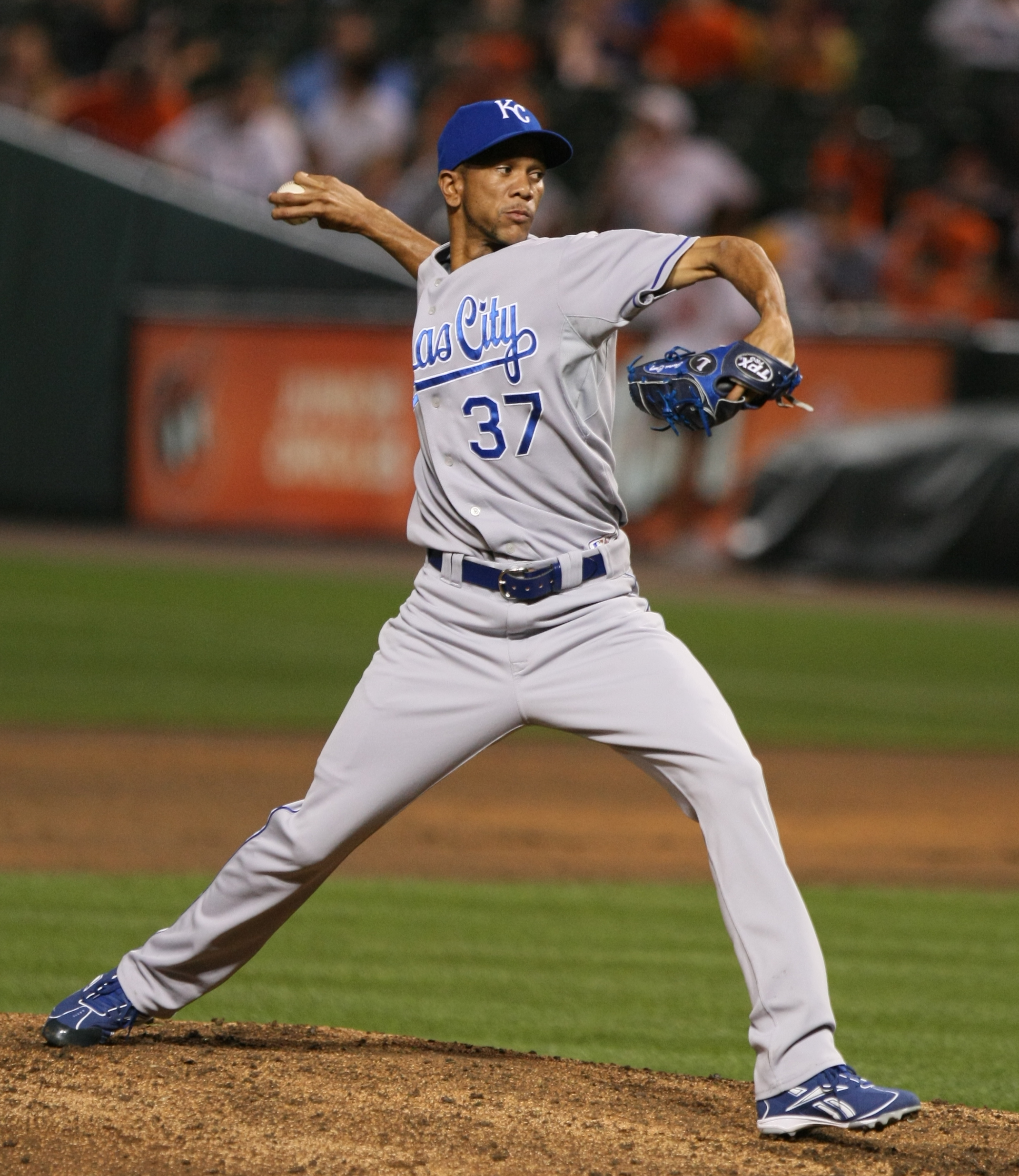
Cruz lanzando para los Reales de Kansas City.

El 14 de diciembre de 2004, Cruz fue cambiado a los Atléticos de Oakland en un canje por Tim Hudson. Decayó en el comienzo del año y fue enviado a Triple-A en junio. Cruz regresó al equipo de Grandes Ligas en septiembre, y registró una efectividad de 4.82 en sus últimos siete partidos de la temporada. Sus estadísticas en general para el año fueron un récord de 0-3 y una efectividad de 7.44 con 34 ponches en 28 partidos en Oakland.
Después de irse 2-0 con 10.1 entradas en blanco para Oakland en los entrenamientos de primavera de 2006, fue traspasado a los Diamondbacks de Arizona a cambio del lanzador Brad Halsey. Lanzó en cuatro entradas sin permitir anotaciones para los Diamondbacks, después de ser cambiado. Cruz comenzó el año en la rotación de abridores, y terminó con récord de 3-3 con una efectividad de 4.05 y 41 ponches en 14 partidos, antes de ser colocado en la lista de lesionados por un dolor de hombro el 6 de junio. Dos días más tarde, fue trasladado a la lista de lesionados de 15 días. Cruz se la pasó entre el bullpen y la rotación oficial en el 2006, pero fue utilizado estrictamente desde el bullpen en el 2007. Estuvo en la lista de lesionados por cerca de tres semanas, desde finales de abril hasta principios de mayo de 2007.
El 28 de febrero de 2009, Cruz firmó un contrato por dos años con los Reales de Kansas City. El 23 de abril de 2010, los Reales lo dejaron libre.
El 3 de febrero de 2011, los Rays de Tampa Bay firmaron a Cruz con un contrato de ligas menores.
El 1 de febrero de 2012, Cruz firmó un contrato de ligas menores con los Piratas de Pittsburgh, recibiendo una invitación a los entrenamientos de primavera.